# Etanolo
L'etanolo o alcool etilico, chiamato anche alcool alimentare e, per antonomasia, semplicemente alcool (essendo alla base di tutte le bevande alcoliche) è un alcool a catena alchilica lineare, la cui formula di struttura condensata è CH3CH2OH. In chimica, si può trovare anche abbreviato con la sigla EtOH o C2H6O.
La parola alcool deriva dall'arabo الغول (al-ghūl, «spirito») o da الكحل (al-kuḥl, polvere di stibnite ottenuta per sublimazione dall'antimonio), termine che rivela l'origine alchemica di questa sostanza, a cui erano attribuite le proprietà magiche e spirituali contenute negli elisir. È una molecola che presenta una storia millenaria di utilizzo.

## Descrizione
A temperatura ambiente si presenta come un liquido incolore, dall'odore caratteristico (etereo) e pungente, dal gusto leggermente dolce, bruciante (effetto pseudocalorico) e con effetto tattile disidratante. È tendenzialmente volatile ed estremamente infiammabile. La fiamma che produce durante la combustione si presenta di colore blu tenue, e quindi non è molto distinguibile in presenza di luce.
Può essere sintetizzato tramite fermentazione alcolica, è una sostanza psicoattiva per l'uomo nonché un tipico antibatterico se presente in soluzione in percentuale superiore al 60%.

### Metodi di sintesi
L'etanolo può essere sintetizzato tramite varie reazioni.
Industrialmente, l'etanolo di sintesi viene prodotto per idratazione dell'etilene con vapore acqueo, con catalisi acida (es: anidride fosforica supportata su silice).
Una reazione analoga fu impiegata, nella prima sintesi dell'etanolo, da parte di Michael Faraday, Henry Hennell e Georges-Simon Serullas, i quali in due passi (1. formazione di etil solfato per reazione di acido solforico concentrato con etilene; 2. idrolisi dell'etil solfato, con rigenerazione di acido solforico) produssero l'etanolo dall'etilene contenuto nel gas illuminante
{\displaystyle {\ce {C2H4 + H2O -> C2H5OH}}}

### Purificazione
L'etanolo è completamente solubile in molti solventi organici – ad esempio il cloroformio – e in acqua, con cui forma in proporzione 95:5 un azeotropo di minimo, che rende impossibile ottenere per semplice distillazione un etanolo di purezza superiore. Per questo con la dicitura "alcol puro" si indica una soluzione di etanolo in acqua al 95%.
L'etanolo puro al 100%, o etanolo assoluto, o anidro, può essere ottenuto per rimozione dell'acqua dall'azeotropo tramite aggiunta di benzene e successiva distillazione frazionata, oppure usando magnesio metallico, che aggiunto all'azeotropo acqua/etanolo reagisce quantitativamente con l'acqua dando idrogeno, che viene allontanato per degassamento della soluzione, e idrossido di magnesio allontanato per distillazione dell'etanolo assoluto. In questo modo l'acqua residua viene eliminata completamente. Altri metodi, meno pericolosi, fanno uso di ossido di bario o calce viva (ossido di calcio), che disidratano l'alcol formando i corrispettivi idrossidi.

## Utilizzo

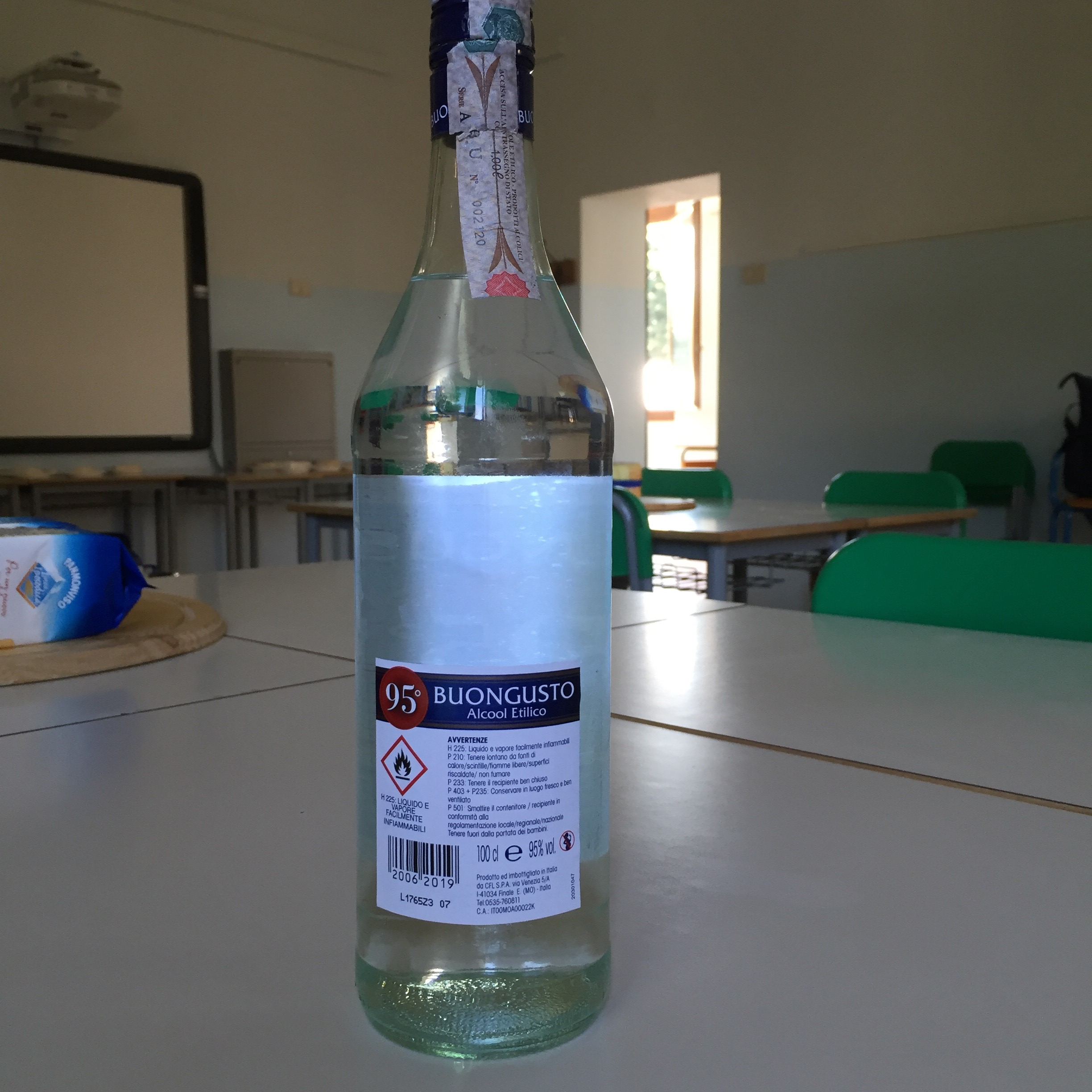
Bottiglia di alcol buongusto

- Prodotto in natura dalla fermentazione (detta fermentazione alcolica) degli zuccheri, è l'alcol più diffuso e l'unico adatto al consumo alimentare. È presente nelle birre in percentuali solitamente inferiori al 10%, nei vini in percentuali comprese tra il 5 e il 20% (12% tenore medio), nei liquori e negli amari in percentuali dal 20 al 40%, nei distillati, in cui la componente alcolica può arrivare anche al 70% e, infine, negli aperitivi alcolici con percentuali molto variabili in funzione delle bevande alcoliche utilizzate. L'alcol etilico neutro di origine agricola (uvica o meno), "puro" al 95%, è commercializzato con il nome di alcol buongusto ed è utilizzato per preparare bevande alcoliche.
- In alcuni paesi del mondo, viene usato come combustibile al posto della comune benzina, dato il suo costo molto contenuto, se prodotto autonomamente. Il Brasile è il paese dove più si fa uso di bioetanolo per autotrazione con il Motore Flex prodotto dalla FIAT e dove esistono le più grandi centrali di raffinazione di canna da zucchero, da cui si ottiene. La Svezia è la nazione europea dove più si sta sviluppando il mercato del bioetanolo.
- In cosmetica, viene ampiamente utilizzato nella produzione di profumi.
- È comunemente utilizzato come disinfettante in ambito casalingo. L'etanolo uccide i microorganismi denaturando le loro proteine e dissolvendo i loro lipidi; risulta pertanto efficace contro molti batteri, funghi e virus (compreso il virus della SARS), però è totalmente inefficace contro le spore dei batteri. Le miscele al 70% in massa di alcol sono quelle che possiedono il maggior potere antisettico. L'etanolo in forma idrata è infatti rapidamente assorbito all'interno della cellula, mentre l'alcol puro richiama acqua sulla superficie cellulare producendo fenomeni di coagulazione all'interno della membrana plasmatica che generano una parziale protezione per la cellula batterica dal disinfettante.
- Come solvente di resine naturali e nella lucidatura dei mobili, per la preparazione di vernici, quali gommalacca, gomma benzoe, sandracca.
- Viene utilizzato come decolorante nella colorazione di Gram.

## Alcol denaturato
In vari paesi si assoggetta a una tassa l'alcol etilico destinato al consumo umano, per limitarne l'abuso. Le industrie che utilizzano l'etanolo per scopi non alimentari vengono esentate dal pagamento della tassa se denaturano l'alcol, che così diventa imbevibile.

## Farmacologia e tossicologia
L'etanolo è un composto stupefacente; ha molteplici effetti sull'organismo umano, di natura:
- energetica;
- narcotica;
- farmacologica;
- tossica;
- psichica.

### Metabolismo
L'etanolo, dopo essere ingerito, viene rapidamente assorbito dallo stomaco e dall'intestino tenue e si distribuisce in tutta l'acqua corporea (che, per l'organismo umano, ammonta a circa 0,55 L/kg).
La maggior parte (circa il 90%) dell'etanolo viene metabolizzato nell'organismo, mentre una piccola parte viene eliminata nelle urine, nel sudore e nell'aria espirata: il rapporto di etanolemia (concentrazione di etanolo nel sangue) e aria alveolare (valore misurato con l'etilometro) è relativamente costante, 80 mg di etanolo per 100 ml di sangue producono 35 µg/100 ml di etanolo nell'aria espirata.
Il metabolismo comincia già nello stomaco a opera dell'enzima alcol deidrogenasi gastrica, ma per lo più avviene nel fegato per opera di una serie di reazioni di ossidazione. L'etanolo viene prima trasformato in acetaldeide, che viene poi convertita in acido acetico dall'acetaldeide deidrogenasi, NAD+ dipendente. Queste reazioni richiedono appunto un consumo di NAD+, la cui disponibilità rappresenta un fattore limitante nel metabolismo dell'etanolo, motivo per il quale il tasso di conversione dell'etanolo a livello epatico è fisso (circa 8 g o 10 ml all'ora per un uomo di 70 kg).
Un altro enzima che può metabolizzare l'etanolo è il CYP2E1, appartenente al complesso del citocromo P450, che interviene quando la quantità di etanolo assunta supera le capacità cataboliche delle deidrogenasi. Nell'etilismo cronico, l'attività di tale enzima viene indotta, cosa che comporta alterazioni della capacità del fegato di detossificare veleni.
Il metabolita intermedio, l'acetaldeide, è un composto reattivo e tossico che contribuisce al danno da etanolo, mentre una piccola quantità circola nel sangue senza provocare alcun effetto.
Alcuni gruppi etnici hanno capacità metaboliche differenti. Ad esempio nel 50% degli asiatici è presente una variante genetica inattiva di una delle isoforme dell'aldeide deidrogenasi, mentre in altri è presente un'isoforma dell'alcol deidrogenasi con ridotta attività, questo comporta una minore tolleranza e l'insorgere di una sindrome alcolica a dosi etiliche più basse.
La “teoria della scimmia ubriaca” è una teoria che ipotizza come la capacità di metabolizzare l'etanolo da parte dei primati, uomo compreso, ingerito da frutti troppo maturi, sia stato un fattore di successo evolutivo.

### Reazioni nel metabolismo dell'alcol
| Enzima             | Reazione                                     | Localizzazione                 |
| ------------------ | -------------------------------------------- | ------------------------------ |
| Alcol deidrogenasi | CH3CH2OH + NAD+ → CH3CHO + NADH + H          | mucosa gastrica e fegato       |
| MEOS               | CH3CH2OH + NADPH + O2 → CH3CHO + NADP+ + H2O | reticolo endoplasmatico liscio |
| Catalasi           | CH3CH2OH + H2O2 → CH3CHO + 2H2O              | perossisomi                    |

### Effetti sull'organismo

Grafico comparativo dei possibili effetti negativi dell'alcol rispetto alle altre droghe da The Lancet

#### Sistema nervoso centrale
L'etanolo ha un effetto di depressione del sistema nervoso centrale, e, analogamente ad altre sostanze come i barbiturici o le benzodiazepine, ha un effetto ansiolitico e provoca disinibizione comportamentale.
Il meccanismo di questa azione centrale non è completamente chiaro.
Sebbene l'etanolo, a concentrazioni efficaci, produca un aumento misurabile del disordine strutturale di membrana, è più probabile che la sua azione dipenda principalmente dai suoi effetti sui canali ionici di membrana e su recettori specifici.
Le principali attività sono:
1. aumento dell'inibizione mediata dal GABA, principale aminoacido inibitorio del sistema nervoso centrale: l'etanolo aumenta l'azione del GABA sui recettori GABAA in modo analogo alle benzodiazepine: l'antagonista benzodiazepinico flumazenil, reverte l'azione depressoria etilica, sebbene sembra questo sia dovuto, piuttosto che ad azione antagonista, a competizione per il recettore.
2. inibizione dell'ingresso del calcio attraverso i canali del calcio voltaggio-dipendenti: l'etanolo inibisce il rilascio dei neurotrasmettitori in risposta alla depolarizzazione delle terminazioni nervose attraverso l'inibizione dell'apertura dei canali del calcio neuronali.
3. inibizione della funzione dei recettori NMDA.

Altre attività dell'etanolo, la cui importanza non è ancora ben chiara, sono l'aumento degli effetti eccitatori prodotti dai recettori colinergici nicotinici, dalla dopamina, dalle endorfine e dai recettori serotoninergici 5-HT3.
La somministrazione cronica causa sindromi neurologiche irreversibili come la sindrome di Wernicke o la sindrome di Korsakoff, dovute all'etanolo stesso o ai suoi metaboliti, o secondarie alla carenza di tiamina che viene costantemente osservata negli alcolisti.
La maggior parte degli etilisti cronici mostra un grado di demenza associato a un ingrossamento dei ventricoli misurabile con tecniche di imaging cerebrale. Può anche essere presente degenerazione del cervelletto e in altre regioni encefaliche.

#### Sistema cardiocircolatorio
L'alcol ha numerosi effetti acuti e cronici anche sull'apparato circolatorio. L'ingestione di etanolo provoca vasodilatazione cutanea e un aumento del flusso sanguigno a livello gastrico, con aumentata perdita di calore (che dà la tipica sensazione di calore). La perdita di calore fa diminuire la temperatura corporea, cosa che, associata a un effetto depressorio sui centri regolatori della temperatura a livello centrale, aumenta il rischio di morte per ipotermia.
L'alcol inoltre ha degli effetti a livello cardiaco: provoca aritmie (prolungamento dell'intervallo QT nell'elettrocardiogramma) e deprime la contrattilità del muscolo cardiaco, portando a lungo termine a una cardiomiopatia. Inoltre provoca aumento della pressione sanguigna. Questi ultimi elementi insieme sembrano essere alla base dell'aumento di incidenza di infarto che si osserva in chi beve tra i 40 e i 60 grammi di alcol al giorno.

#### Apparato urinario
L'alcol stimola la diuresi a causa di un'inibizione del rilascio di vasopressina da parte dell'ipofisi posteriore. Il consumo cronico di alcol provoca tolleranza a questo effetto. L'aumento della diuresi è anche spiegato dall'aumento del volume e quindi della pressione del sangue, dovuti all'ingestione della bevanda, ma anche dall'effetto vasodilatatore dell'alcol, e quindi all'aumento di pressione: bere alcolici per dissetarsi quindi diventa controproducente.

#### Apparato gastroenterico
L'ingestione di alcol provoca un aumento della secrezione salivare e gastrica, effetti riflessi prodotti dal gusto e dall'azione irritante di alte concentrazioni di etanolo a livello gastrico.
In bevitori cronici di alcol si osserva generalmente malassorbimento a livello intestinale e diarrea, probabilmente dovuti a cambiamenti morfologici dell'epitelio intestinale (con un appiattimento dei villi) e una diminuzione degli enzimi digestivi.
L'alcol ha un effetto tossico sia acuto che cronico sul pancreas, provocando pancreatiti probabilmente per un'azione tossica diretta sulle cellule degli acini pancreatici.
I maggiori effetti tossici si osservano nel fegato. Uno dei primi effetti della tossicità è l'accumulo di grasso (lipidosi), che avviene anche dopo l'assunzione di dosi relativamente basse. Il danno epatico progredisce verso un'irreversibile necrosi e fibrosi epatica: l'aumento ematico della gamma GT è un ottimo indice di danno epatico. La cirrosi è fattore di rischio per l'epatocarcinoma (HCC).

#### Apparato genitale
Sia l'esposizione acuta che cronica all'alcol provoca impotenza nell'uomo. Circa il 50% degli etilisti cronici di sesso maschile sono impotenti e mostrano segni di femminilizzazione testicolare e ginecomastia. Questi effetti sono sia secondari a un'alterata funzione dell'ipotalamo, che diretti sulle cellule di Leydig, provocando un'inibizione della sintesi steroidea testicolare.
L'effetto sulla funzione sessuale nelle donne è meno noto, ma in donne alcoliste è stata segnalata una diminuzione della libido e della lubrificazione vaginale e alterazioni del ciclo mestruale.
L'etanolo riduce la secrezione di ossitocina, il che provoca un ritardo del parto. Questo effetto è stato usato in passato per ritardare il parto in donne con contrazioni premature, ma è stato abbandonato perché la dose necessaria era troppo elevata e causa ubriachezza nella madre e intossicazione acuta nel neonato.

#### Oncogenicità
Il consumo di alcol etilico è un fattore di rischio per una vasta gamma di tumori: l'etanolo è una sostanza dichiarata cancerogena dall'OMS. Le bevande alcoliche sono classificate dallo Agenzia internazionale per la ricerca sul cancro cancerogeni di classe 1, quindi responsabili della formazione di tumori, categoria che accomuna in maniera similare fumo di sigaretta e amianto, sia per l'effetto diretto dell'etanolo che per l'effetto del suo primo metabolita, l'acetaldeide. Altri studi, controversi, bilanciano l'effetto certo dell'etanolo con azioni antiossidanti svolte da molecole presenti in alcune bevande alcoliche come il vino rosso, di cui la più nota è il polifenolo resveratrolo.
Vi sono diversi meccanismi d'azione che lo portano ad avere un ruolo di sostanza pre-cancerogena e pro-cancerogena.
Il suo metabolismo ne comporta l'ossidazione, da parte delle cellule del corpo e della flora batterica del tratto gastrointestinale superiore e inferiore, ad acetaldeide, molecola ritenuta cancerogena.
L'alcol etilico è considerato un fattore causale per il tumore al fegato; un fattore di rischio elevato per il tumore alla cavità orale, alla faringe, alla laringe e all'esofago; un fattore di rischio per il tumore all'intestino e alla mammella.
Uno studio condotto dallo Iarc che in collaborazione con l'OMS di Lione su due. 5 milioni di persone suddivise in 30 corti (Asia, Australia, Europa e Nord America) è reclutate tra il 1980 e 2013 monitorate per una mediana di 16 anni, ha mostrato che ogni incremento di 10 grammi al giorno di alcol è risultato collegato a un aumento del 3% della probabilità di Tumore al pancreas.

#### Effetti secondari
Gli etilisti tendono a sostituire con le bevande alcoliche gran parte degli altri alimenti della dieta, e questo li predispone a deficienze nutrizionali, in particolare gravi carenze di vitamine del gruppo B. La carenza di tiamina è alla base di una serie di patologie tipicamente osservate negli etilisti, come la neuropatia periferica, la psicosi di Korsakoff e l'encefalopatia di Wernicke.

#### Embrio e Fetopatia
L'assunzione di alcol durante la gravidanza provoca effetti tossici gravi sull'embrione e sul feto con conseguenze irreversibili. Nel primo trimestre aumenta significativamente il rischio di aborto spontaneo. Nel bambino si osserva tipicamente la sindrome alcolica fetale, caratterizzata da tre condizioni: anomalie craniofacciali (tra cui microcefalia), disfunzioni del sistema nervoso centrale (iperattività, deficit di attenzione, ritardo mentale e disfunzioni dell'apprendimento), difetti del setto interatriale nel cuore e rallentamento della crescita. L'incidenza della sindrome alcolica fetale negli Stati Uniti è di circa 0,5-1 bambino su 1000 nati.

#### Altri effetti
L'alcol provoca un aumento della secrezione di ormoni steroidei dal surrene, stimolando l'ipofisi anteriore a secernere ACTH (sindrome pseudoCushing).

### Utilizzo terapeutico
L'etanolo viene utilizzato nel trattamento dell'intossicazione da metanolo o da glicole etilenico (antigelo) in quanto compete con l'enzima alcol-deidrogenasi (ADH) che trasforma queste sostanze in composti tossici.

### Intossicazione acuta
I primi ben noti sintomi di intossicazione acuta da etanolo nell'uomo sono un eloquio indistinto, incoordinazione muscolare motoria, aumentata fiducia in sé stessi ed euforia. La maggior parte dei soggetti sono rumorosi ed estroversi, mentre altri diventano più chiusi e solitari: comunque l'umore rimane labile, con atteggiamenti alternati di aggressività, sottomissione, euforia, malinconia.
La dose tossica di etanolo dipende da individuo a individuo, per età, sesso, popolazione, alimentazione, malattie, assuefazione.
Una moderata assunzione giornaliera di etanolo potrebbe, secondo alcuni studi, diminuire il rischio di infarto miocardico acuto e di ictus ischemico. Negli studi sottoposti a revisione paritaria è stata considerata come unità di misura il "drink", corrispondente a una quantità di alcol variabile da 2,5 a 14,9 grammi. Tale quantità (corrispondente all'incirca a quella contenuta in un bicchiere di vino) avrebbe effetti protettivi su alcune malattie cardiovascolari, mentre quantità superiori a 60 grammi al giorno aumenterebbero significativamente il rischio di ictus. Un'analoga correlazione con la dose di alcol giornaliera è stata osservata negli studi che prendevano in considerazione la mortalità per tutte le cause.
L'intossicazione da alcol si misura in grammi per litro di sangue (g/L). Approssimativamente, un aumento di 0,2 g/L in una persona a stomaco pieno di 60 kg di peso corrisponde all'assunzione di 12 g di alcol.
Mentre sotto i 0,2-0,4 g/L non si osservano generalmente effetti sul comportamento, assunzioni più elevate provocano, tra l'altro, un notevole aumento della probabilità di incidenti stradali poiché dosi anche relativamente basse di etanolo diminuiscono la capacità di guida.
- Fino a 0,2 g/L nella donna e fino a 0,4 g nell'uomo non si rileva significativo cambiamento del comportamento;
- 0,5 g/L (10,87 mmol/L) è l'attuale limite di etanolemia secondo il Codice della strada italiano: oltre questo livello le prestazioni intellettuali e motorie e le discriminazioni sensoriali sono ridotte, ma i soggetti sono incapaci di rendersene conto;
- 0,8 g/L (17,39 mmol/L) corrisponde al precedente livello alcolemico, tollerato dalla legge prima del 2002: è stato ridotto poiché fino a 0,8 g/L è presente euforia o disforia, estroversione o timidezza, concentrazione e capacità di giudizio sono compromessi; la probabilità di incidenti stradali aumenta di circa 4 volte;
- al di sopra di 1,5 g/L (32,6 mmol/L) l'ubriachezza è evidente: difficoltà a mantenere l'equilibrio, cammino atassico, nausea, tachicardia, eloquio difficoltoso, diplopia, sonnolenza, marcate alterazioni dell'umore; aumenta di circa 25 volte la probabilità di incidenti stradali;
- al di sopra di 2,5 g/L si presenta stato di stupor, respiro pesante, perdita di tono muscolare, indifferenza all'ambiente circostante, immobilità, mutacismo e assenza di reazione agli stimoli esterni alternato con fasi di eloquio incoerente o aggressività, vomito;
- con circa 4 g/L si manifesta incoscienza e coma;
- oltre i 5 g/L si va incontro alla depressione dei centri respiratori e conseguente morte.

I sintomi e i segni sono molto variabili a seconda dell'individuo e dipendono anche dalla personale tolleranza all'etanolo, la quale è ridotta nelle donne, nei bambini e negli astemi, e aumentata nei bevitori abituali e negli alcolisti. Infatti dopo 1–2 settimane di assunzione quotidiana di alcol la velocità della degradazione epatica dell'alcol aumenta del 30% e complesse modificazioni neurochimiche conducono ad adattamenti neuronali e adeguamenti comportamentali.
Alterazioni del comportamento, della funzionalità psicomotoria e delle capacità cognitive si osservano anche con concentrazioni ematiche di etanolo di 0,2–0,3 g/L. Anche in assenza di assunzioni concomitanti di farmaci, la morte può avvenire a CEE di 3–4 g/L e parimenti si sono osservate sopravvivenze con CEE di 8 g/L.
L'insieme degli effetti comportamentali dell'assunzione elevata di alcol viene definito ubriachezza, e gli effetti fisici che si osservano in seguito sono chiamati postumi dell'ubriachezza.

### Dipendenza da alcol
L'alcol provoca dipendenza fisica e psicologica, dimostrata dai sintomi osservati in seguito alla deprivazione.
La forma di astinenza fisica nell'uomo, si sviluppa nella forma grave dopo circa 8 ore.
- Al primo stadio, i sintomi principali sono tremore, nausea, aumento della sudorazione, febbre e qualche volta allucinazioni. Questa fase dura circa 24 ore.
- La fase può essere seguita dal delirium tremens, caratterizzato da allucinazioni, delirio, febbre, tachicardia, e/o da convulsioni tonico cloniche indistinguibili da quelle del grande male epilettico. Può ridursi durante la quarta o quinta giornata, ma alcuni sintomi possono persistere, con intensità ridotta, persino per 3-6 mesi. Il delirium tremens può avere esito fatale.

La voglia di bere e la ricerca continua di alcol sono tipici segni di dipendenza psicologica.
Il meccanismo per il quale l'etanolo provoca dipendenza è sconosciuto, ma si ipotizzano effetti a livello di corteccia cerebrale, che è particolarmente sensibile ai danni da abuso di alcol.
Il quadro di etilosi irreversibile è rappresentato dalla sindrome di Wernicke-Korsakoff.
Si tratta di un'encefalopatia correlata al deficit di tiamina (sindrome di Wernicke, reversibile), con comparsa di deficit irreversibile della memoria a breve termine (sindrome di Korsakoff), deficit cognitivi, alterazioni della personalità, anomalie comportamentali, fino, nei casi estremi, alla necessità di parziale o totale accudimento.
Nella classifica di pericolosità delle varie droghe stilata dalla rivista medica Lancet, l'alcol occupa il quinto posto.